# Чгатх
Чгатх — давнє індуїстське свято, що походить зі східної Індії та південного Непалу. Його відзначають особливо в індійських штатах Біхар, Джхаркханд і Східний Уттар-Прадеш; і непальські автономні провінції Коші, Лумбіні та Мадгеш. У великих індійських і непальських міських центрах, таких як Делі, Мумбай, Колката, Гайдарабад, Ченнай, Катманду тощо, діаспора бере активну участь у святкуванні Чгатх, зберігаючи свою культурну спадщину. Фестиваль також відзначається діаспорою в таких країнах, як США, Австралія, Сінгапур, ОАЕ, Канада, Маврикій, Японія, Велика Британія тощо.
Під час Чгатх-Пуджі молитви присвячені сонячному божеству Сур'ї: щоб висловити вдячність за дарування щедрот життя на Землі та попросити виконати певні бажання.
Чгатхі Майя (або Чгатхі Мата), шоста форма Пракріті та сестра Сур'ї, поклоняються під час фестивалю. Його відзначають через шість днів після Діпавалі, або Тігара, на шостий день місячного місяця картіка (жовтень або листопад) за індуїстським календарем (Вікрам самват), і тому його називають Сур'я Шашті Врата. Ритуали проводяться протягом трьох ночей і чотирьох днів. Вони включають святе купання, піст і утримання від пиття води (як вратта), стояння у воді та пропонування прасаду (молитовних підношень) і арґг'ї до сходу та заходу Сонця. Деякі віддані також виконують марш прострації, прямуючи до берегів річки. Усі віддані готують подібний прасад (релігійну їжу) і підношення.

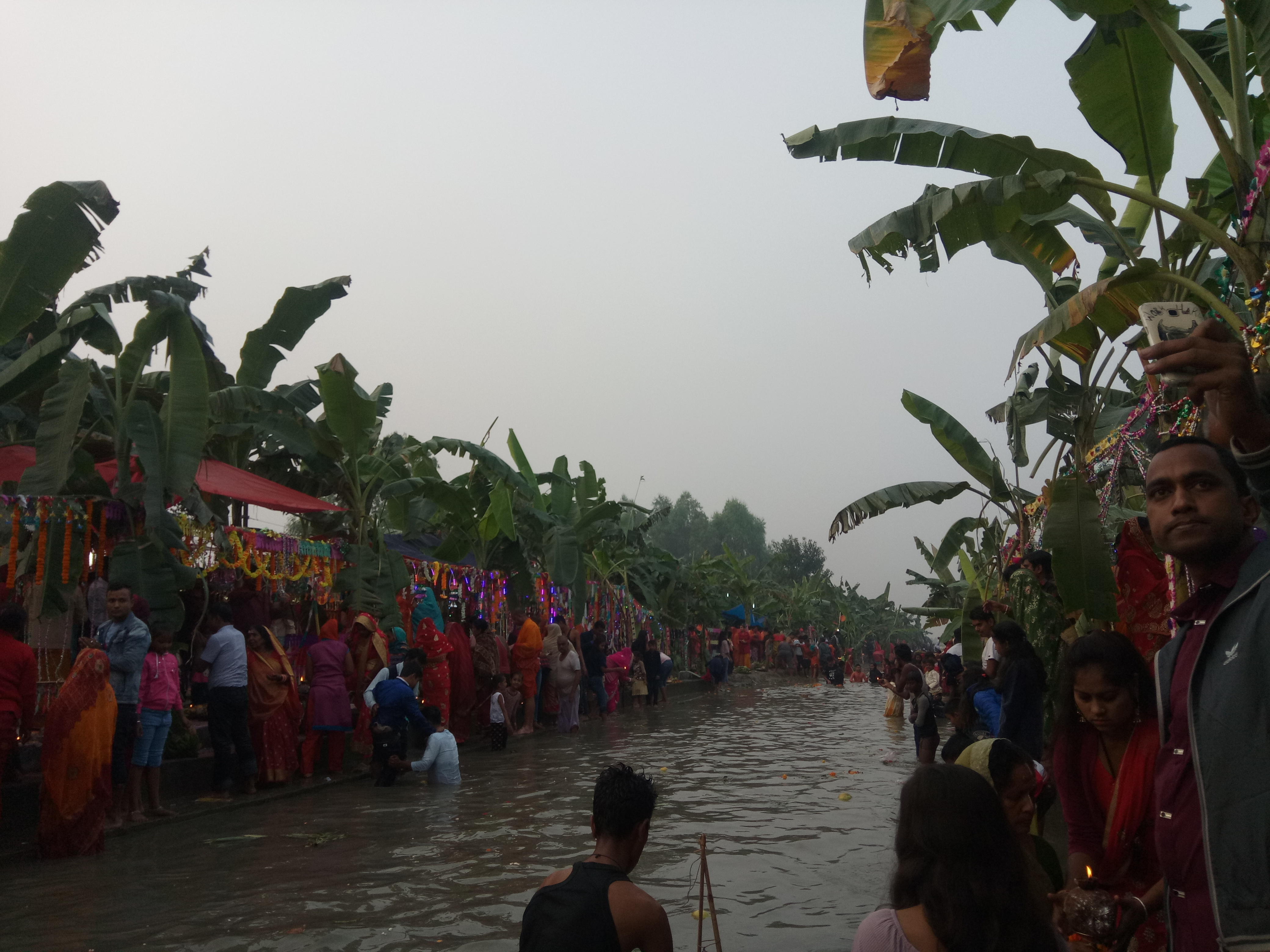
Чгатх Пуджа в Інарува, район Сунсарі, провінція Косі

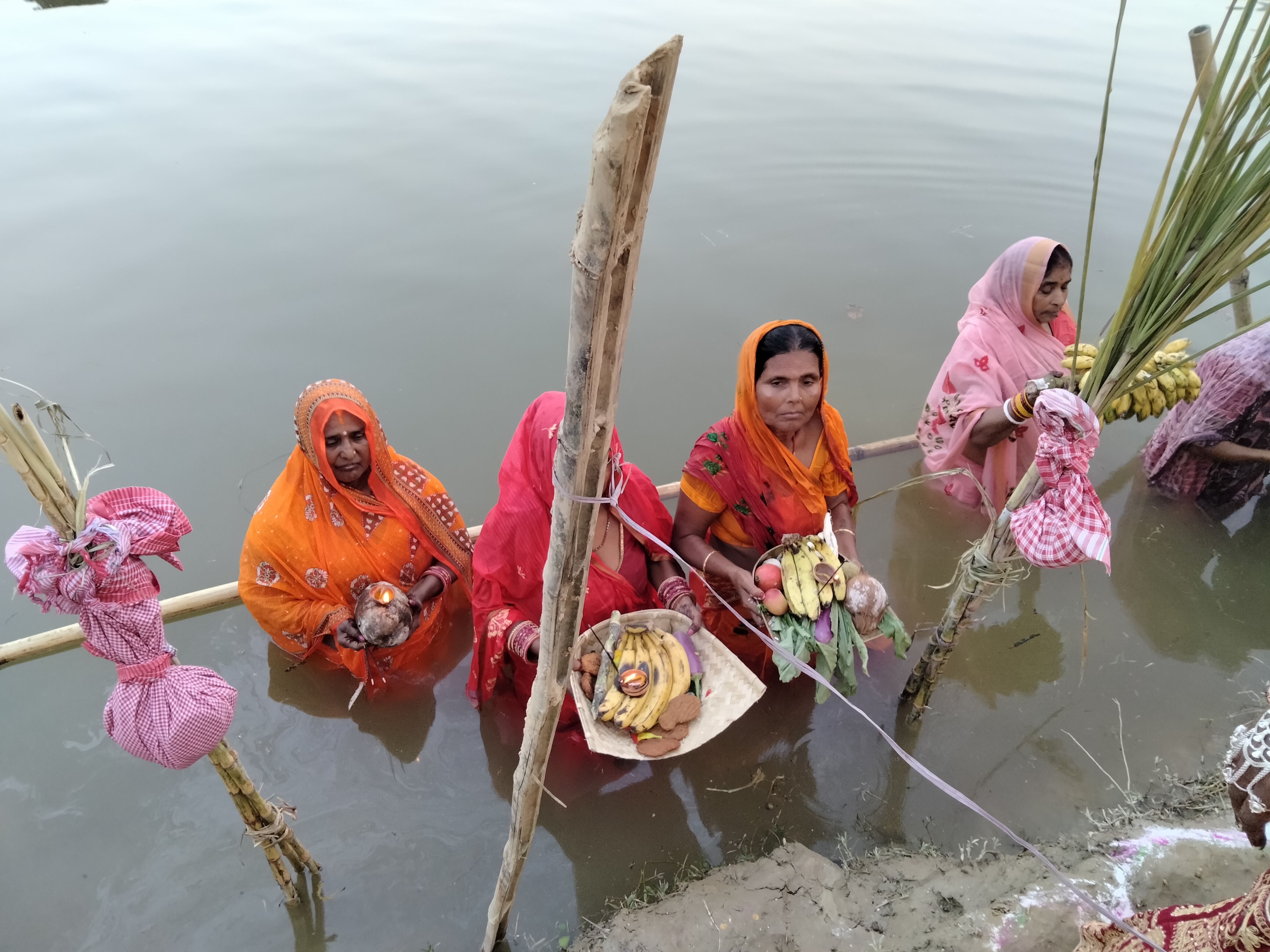
Чгатх Пуджа в Чаудгарі Покхайр у місті Басукі Бігарі, Бігар

Екологи стверджують, що фестиваль Чгатх є одним із найбільш екологічних релігійних свят. Хоча фестиваль найбільш широко відзначається в Непалі та деяких штатах Індії, він також поширений у регіонах, де присутні діаспора та міграція з цих регіонів.

## Значимість
Чгатх-пуджа присвячена богу Сонця Сур'ї, оскільки вважається, що сонце видно кожній істоті та є основою життя всіх істот на Землі. Разом із Богом Сонця цього дня також поклоняються Чгатхі Майя. Згідно з ведичною астрологією, Чгатхі Майя (або Чгатхі Мата) дарує дітям довге життя та міцне здоров'я, захищаючи їх від хвороб і хвороб.

## Опис

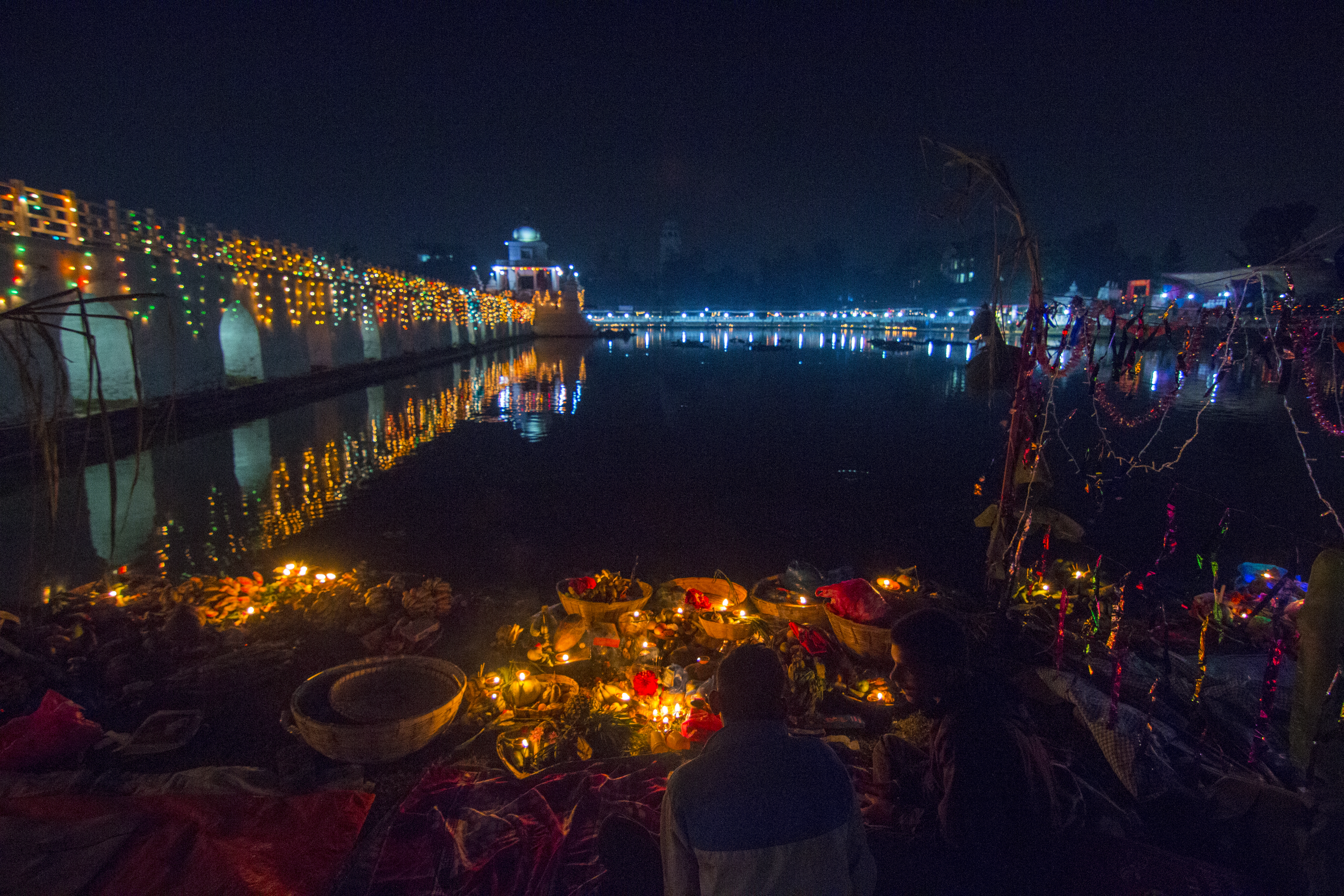
Святкування Чгатх у Рані Покхарі, ставку XVII століття в Катманду (2015)

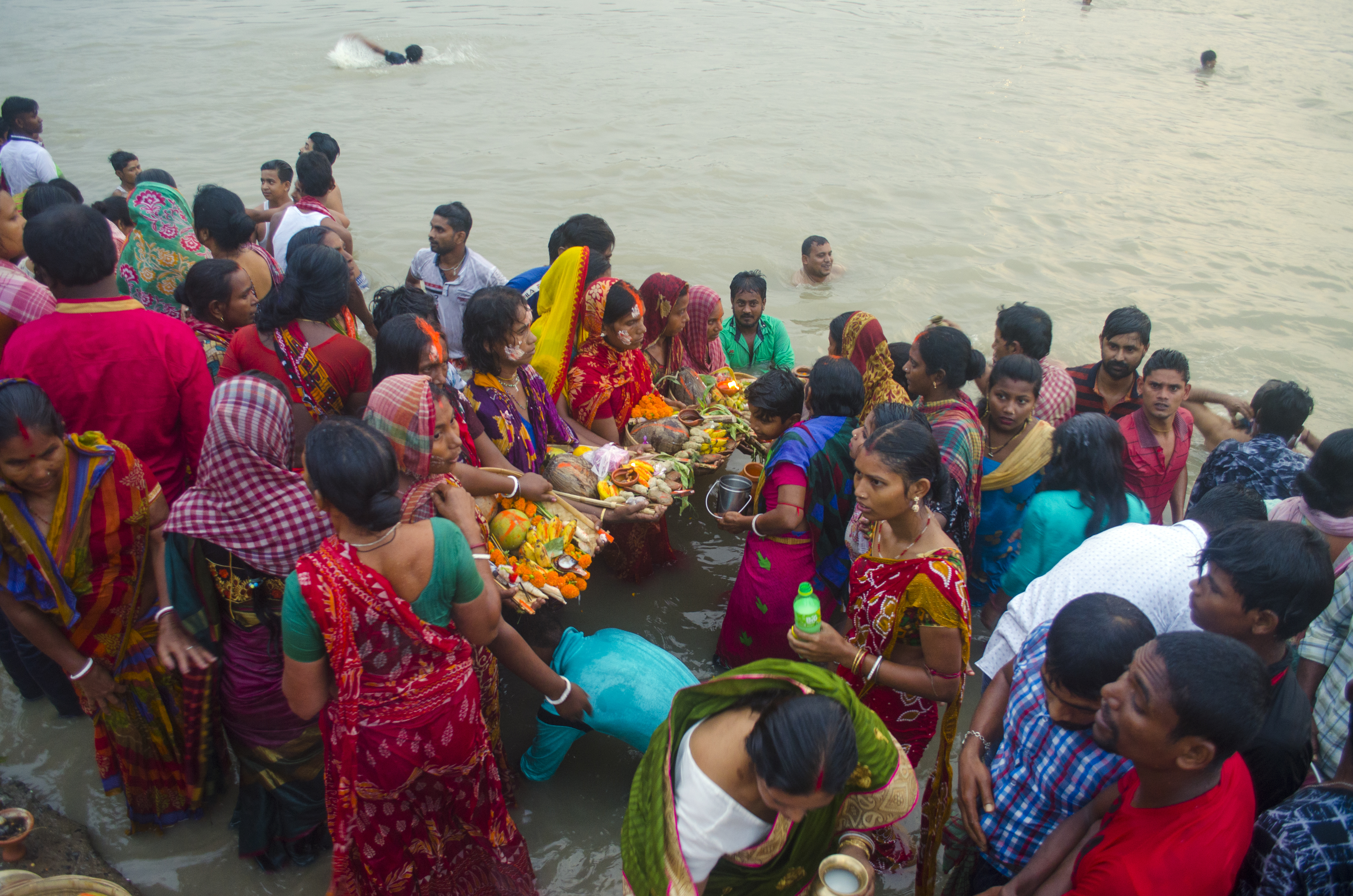
Святкування Чгатх Пуджа в Азімганджі

Чгатх Пуджа — народне свято, яке триває чотири дні. Воно починається з Картік Шукла Чатурті і закінчується Картік Шукла Саптамі. Чгатх святкується двічі на рік.
- Чайті Чгатх — відзначається в місяці Чайтра Вікрам самват.[28]
- Картік Чгатх — відзначається в дуже великому масштабі у місяць Картіка Вікрам самват.[29]

### Nahaay Khaay (День 1)
Це перший день Чгатх Пуджі. Парвайтін (перекл. віддані від санскриту parva, що означає «випадок» або «свято») повинні прийняти святе купання, після чого весь будинок, його оточення та шляхи до Ґгат ретельно прибираються. На Парвайтін зазвичай готують саттвік Lauka Bhaat (пляшковий гарбуз і бенгальський грам сочевиці з рисом арва бгат). Це приготування подають божеству вдень як Бгоґ. Це ініціює Парв і є останнім прийомом їжі Парвайтін під час Чгатх Пуджі. Потім їжу з'їдають, щоб захистити розум від думок про помсту.

### Rasiaav-Roti/Kharna/Lohanda (День 2)
Кхарна, також відомий як Расіав-Роті або Логанда, є другим днем Чгатх Пуджі. У цей день віруючі не випивають жодної краплі води, щоб поклонитися. Увечері вони їдять гур ке кхір (кхір, приготовлений із нефриту), який називається Rasiaav, разом із роті.

### Sandhya Arghya (день 3)

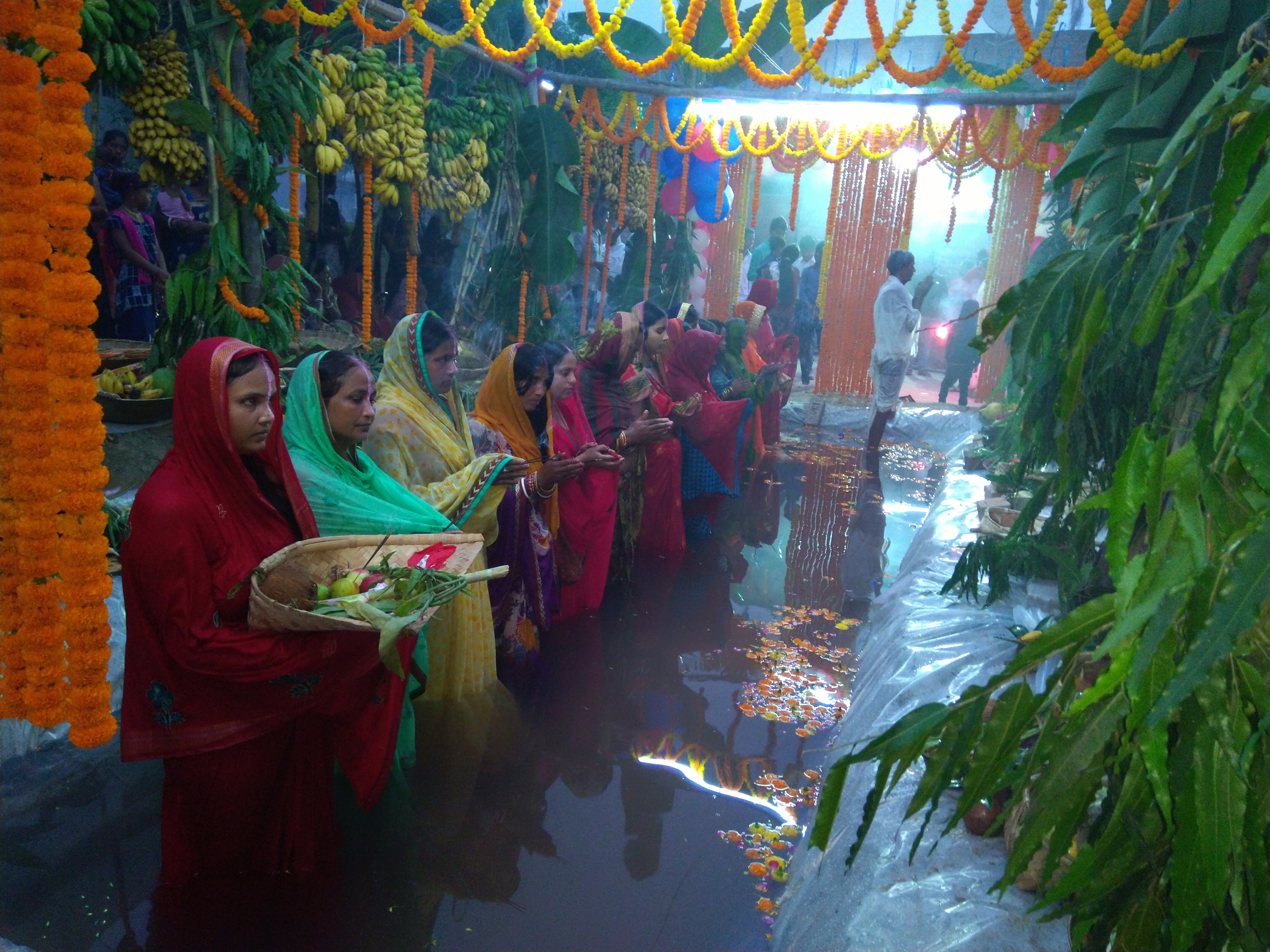
Там, де немає річки або ставка, використовується закрита установка, наприклад резервуар або фонтан. У деяких місцях існують обмеження на використання пляжів для пуджі.

У цей день вдома готують прасад (пожертви), який часто складається з бамбукового кошика, прикрашеного фруктами, тхекуа та рисовим ладду. Напередодні цього дня вся родина супроводжує відданого до берега річки, ставка чи іншої великої водойми, щоб принести призахідному сонцю жертви Арґ'я. Подія багато в чому може нагадувати карнавал. Окрім відданих, їхніх друзів і родини, численні учасники та глядачі готові допомогти й отримати благословення від віруючих.
Під час арґг'ї воду Гангаджалу пропонують Сур'ї, а Чгатхі Майя поклоняється разом із прасадом. Після поклоніння Богу Сонця вночі співають пісні Чгатх і читають Врат-катха.
Після повернення додому віддані виконують ритуал косі бгарай разом з іншими членами сім'ї. Вони беруть від 5 до 7 цукрових тростин і зв'язують їх, щоб утворити мандап, і під тінню цього мандапу запалюють від 12 до 24 ламп дії та пропонують текуа та інші сезонні фрукти. Той самий ритуал повторюється наступного ранку між 3:00 і 4:00, а потім віддані пропонують арґг'ю або інші підношення сонцю, що сходить.

### Уша Арґг'я (день 4)
В останній день Чгатх Пуджі, на світанку, віруючі вирушають на берег річки, щоб піднести арґг'ю сонцю, що сходить. Зробивши цю святу жертву, батьки моляться Чгатхі Майя про захист своєї дитини, а також про щастя та мир у всій родині. Після поклоніння послідовники беруть участь в обряді Паран або Парана, розговляючись невеликою кількістю прасаду та води. Цей обряд підкреслює зв'язок між сімейним благополуччям і божественними ласками, слугуючи символом подяки і духовного закриття.

## Обряди і традиції

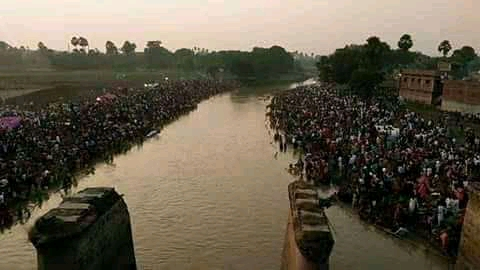
Святкування Чгатх на річці Гангі в Аррі
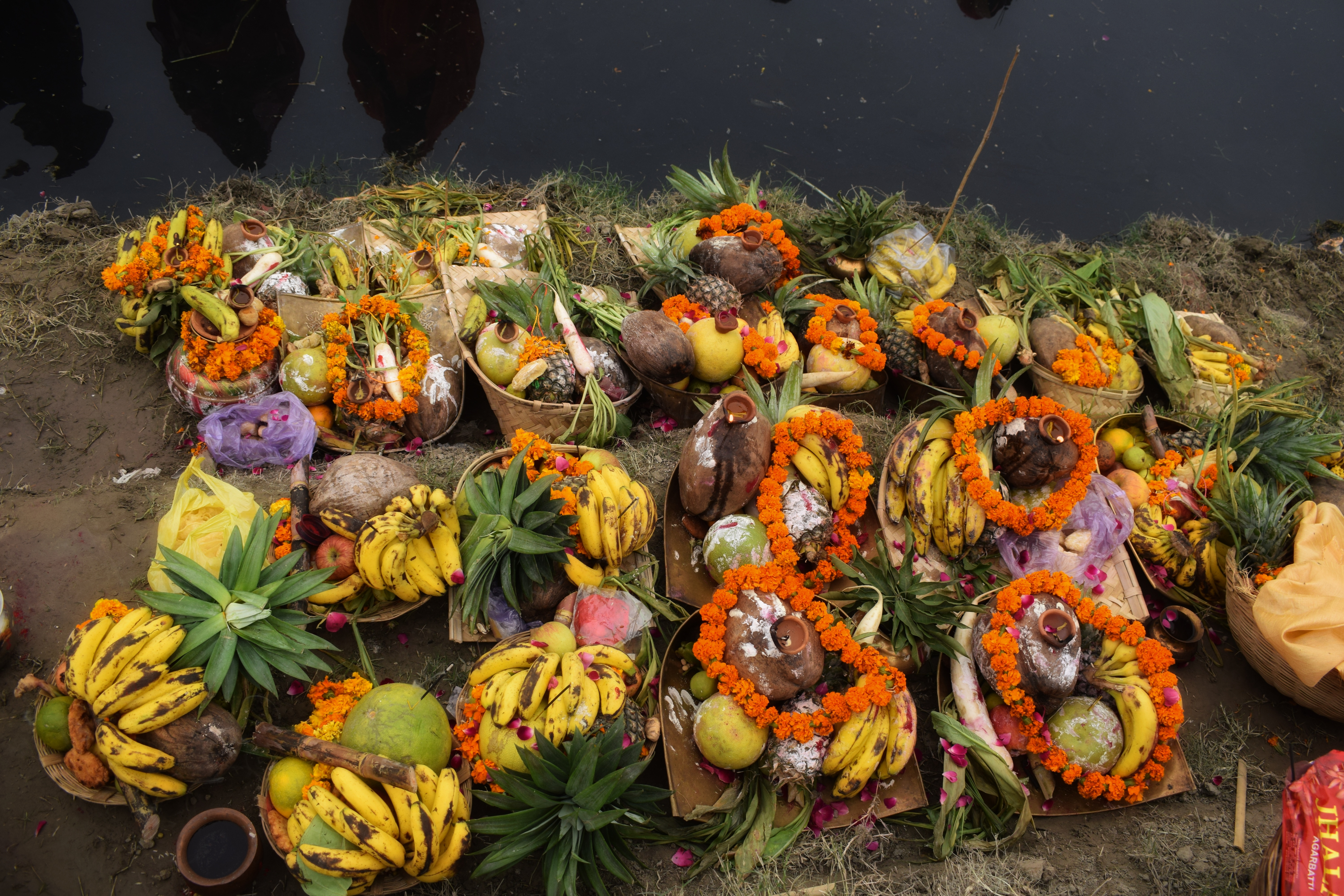
Матеріал для поклоніння Чгатх Пуджа
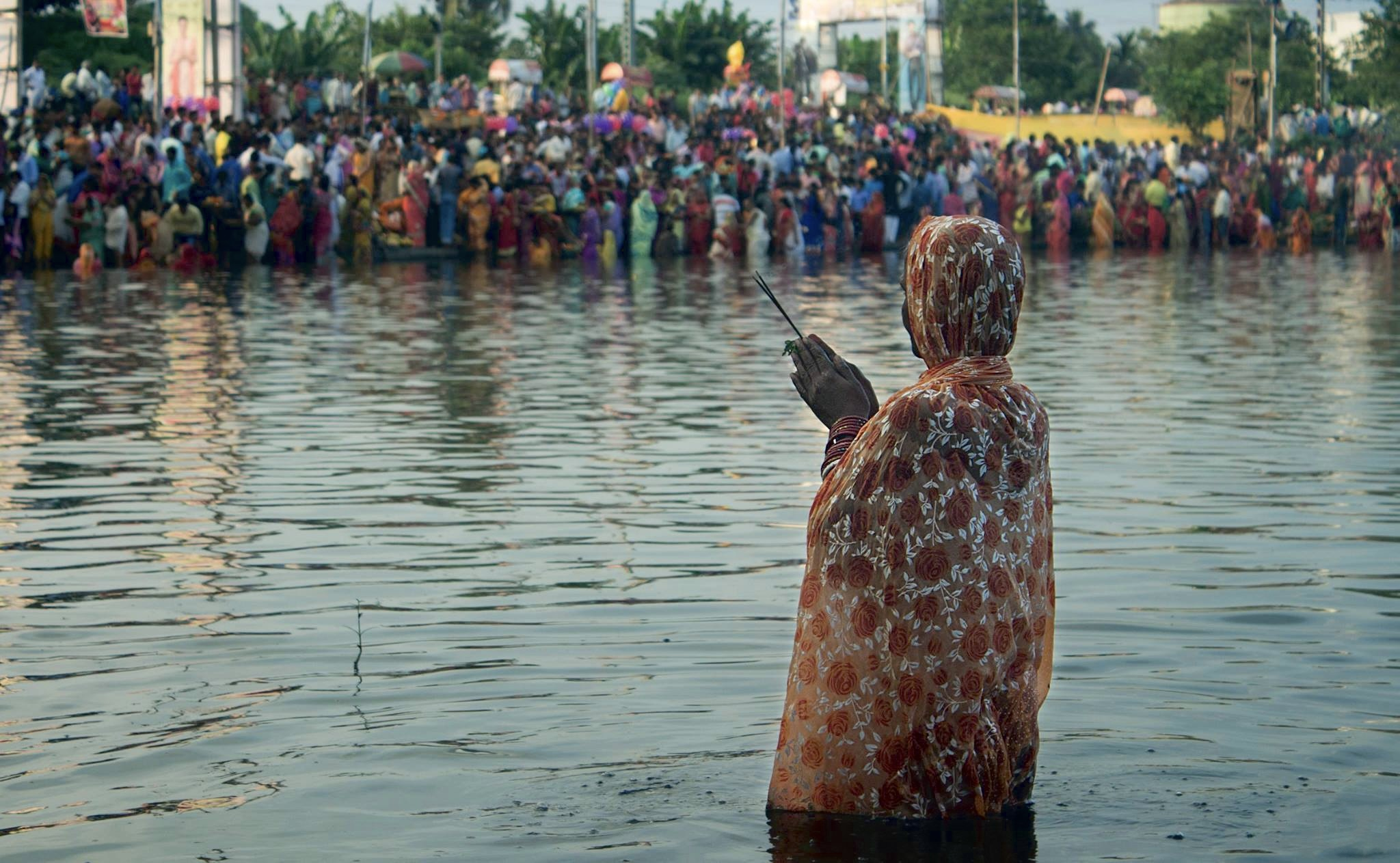
Жінка молиться під час Чгатх
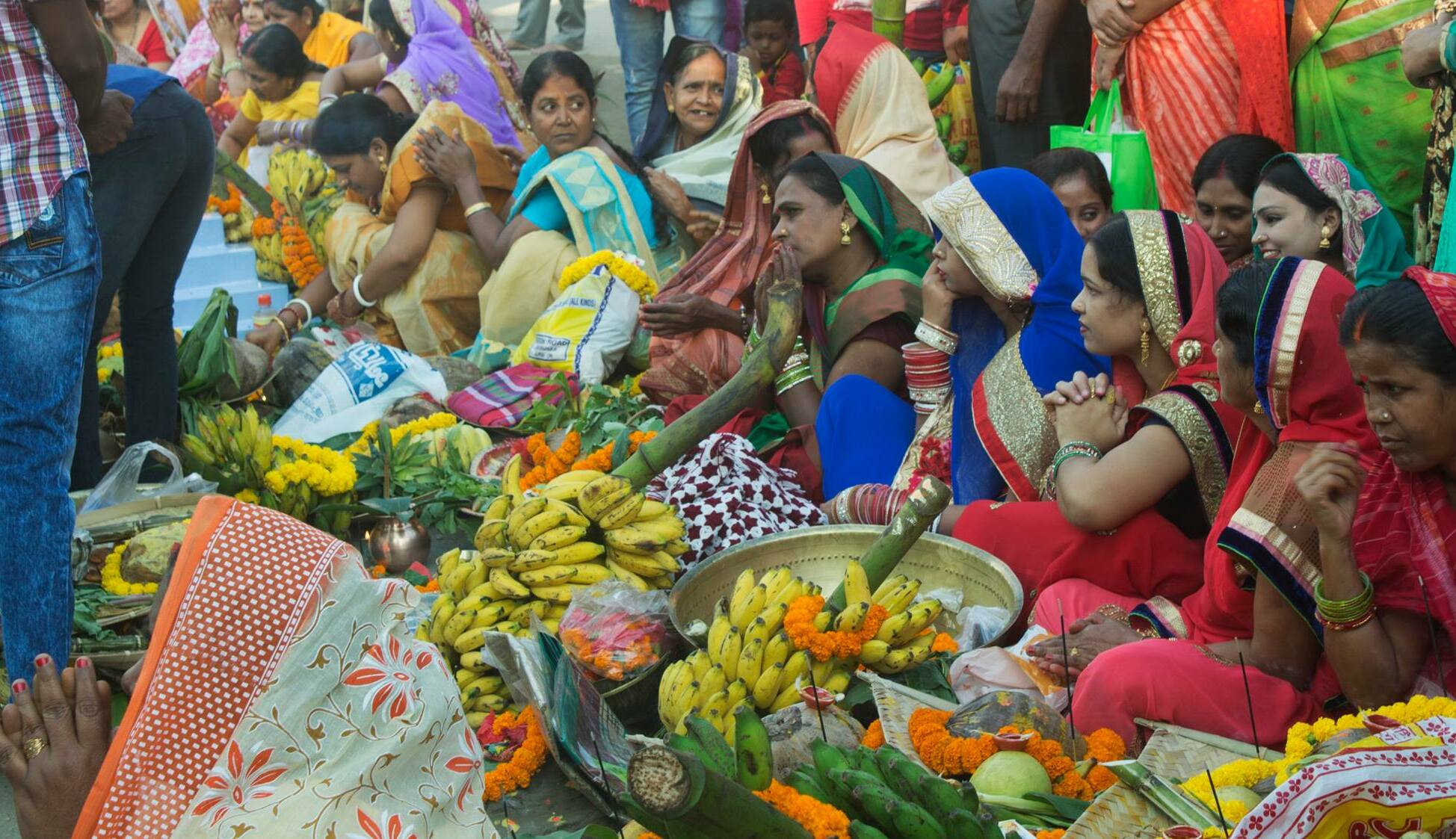
Жінки з прасадом чекають підношень
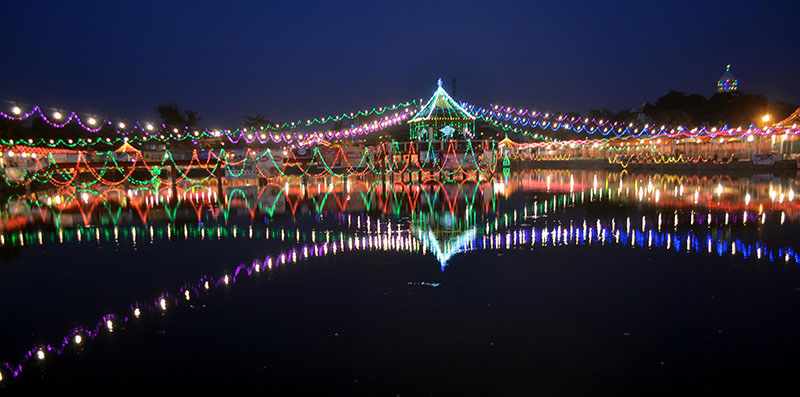
Вид на прикрашений ставок Ґгадіарва з нагоди свята Чгатх, Біргандж, Непал

Головні поклонники, які називаються parvaitin (від санскриту parv, що означає «випадок» або «свято»), — зазвичай жінки. Однак чоловіки також відзначають це свято, оскільки Чгатх не є гендерним святом. Parvaitin молиться за благополуччя своєї родини та за процвітання своїх дітей.
У деяких громадах, як тільки член сім'ї починає виконувати Чгатх Пуджу, вони зобов'язані виконувати це щороку та передавати наступним поколінням. Свято пропускають лише в тому випадку, якщо того року в родині трапилася смерть. Якщо людина припиняє виконання ритуалу в певний рік, він припиняється назавжди, і його неможливо відновити. В інших громадах це не є обов'язковим. Пропозиції прасаду включають Тхекуа, Хаджурія, Тікрі, Касар і фрукти (головним чином цукрова тростина, солодкий лайм, кокос, банан і багато сезонних фруктів), які пропонуються в невеликих бамбукових кошиках. Їжа строго вегетаріанська і готується без солі, цибулі та часнику. Акцент робиться на дотриманні чистоти їжі.

## Історія та пов'язані з нею легенди

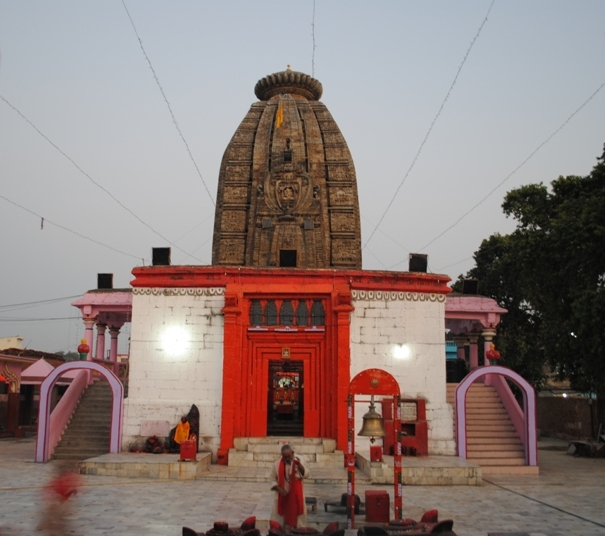
Део Сур'я Мандір в Део, Аурангабад, Бігар, Індія

У Чампарані, Бігар і провінції Мадгеш, Непал, вважається, що після виходу з Айодг'ї Сіта залишилася в ашрамі Валмікі, розташованому на березі річки Нараяни в районі Чітван. У той час вона святкувала Чгатх Магапарву в Непалі. Навіть сьогодні люди святкують фестиваль Чгатх із великою пишністю в Лув-Куш-Гат на березі річки Ґандакі розташованої на кордоні Індії та Непалу.
Чгатхі Майя поклоняються на фестивалі Чгатх, який також згадується в Брахмавайварті-Пурані. Кажуть, що Чгат Пуджа була розпочата у священному місті Варанасі династією Гаґадавала. Згідно з Сканда-Пуранами, після Банараса тенденція Чгатх Пуджі почала зростати у країні.
Також вважається, що в регіоні Буксар був ашрам Ріші Каш'япи та Адіті. Мата Адіті народила Сур'ю як сина на шостий день Картіки. Сур'ю також називають Адітйя, тому що він син Адіті. З цієї причини Чгатх Пуджа відзначається як річниця народження Сур'ї, а місяць Картіка вважається священним місяцем протягом усього року.
У регіоні Мунґер фестиваль відомий своєю асоціацією з Сітою Манпаттар (Сіта Чаран; букв. «Сліди Сіти»). Храм Сітачаран, розташований на валуні посеред Гангу в Мангері, є головним центром громадської віри щодо свята Чгатх. Вважається, що богиня Сіта влаштувала фестиваль Чгатх у Мангері. Ось чому Чгатх Магапарва святкується з великою пишністю в Мунґері.
Згідно з іншою легендою, цар Пріяврата, син першого Ману Сваямбгу, був нещасливий, тому що у нього не було дітей. Щоб виправити це, Каш'япа попросив його зробити яг'ю. Незабаром після цього в королеви Маліні народився син; однак дитина народилася мертвою. Після народження мертвої дитини серце короля та його родини було розбите. Знайшовши симпатію до королівської родини, Мата Шашті виявилася на небі. Коли король помолився до неї, вона сказала: «Я Чгатхі Майя, шоста форма Пракріті. Я захищаю всіх дітей світу і даю благословення дітей усім бездітним батькам». Після цього богиня благословила своїми руками бездиханне дитя, щоб він ожив. Король був дуже вдячний за милість Богині, і він поклонився богині Шашті Деві. Вважається, що після цієї пуджі це свято стало всесвітнім святом.
Чгатх згадується в обох основних індійських епосах. У Рамаяні, коли Рама та Сіта повернулися до Айодг'ї, люди святкували Діпавалі, і на його шостий день було встановлено Рамарадж'я (букв. Королівство Рами). У цей день Рама і Сіта постили, а Сіта виконала Сур'я Шаштхі/Чгатх Пуджу. Отже, вона була благословенна Лавою та Кушею як синами.
У «Магабгараті» Кунті здійснила Чгатх Пуджу після того, як вона (і Пандави) втекла з Лакшагріги. Також вважається, що Карна, син Сур'ї та Кунті, був зачатий після того, як Кунті здійснила Чгатх Пуджу. Також кажуть, що Драупаді виконав Пуджу для Пандавів, щоб виграти війну Курукшетра. Вважається, що Драупаді виконав Чгатх Пуджу біля джерела в селі Нагді в Ранчі. У цьому селі Чгатх Вратіс не пропонує ні Арг'ю в річці, ні в ставку. Чгатх Пуджа виконується біля цього джерела в Нагді.

## Подальше читання
- Sharma, S. P.; Gupta, Seema (2006). Fairs and Festivals of India (англ.). Pustak Mahal. с. 26—29. ISBN 978-81-223-0951-5.
- Dhyani, Ashish (30 липня 2021). Hindu Festivals-why to celebrate (англ.). Fantabulous Publishers India. с. 133—140.